# Aram Shah
Aram Shah var en indisk sultan av Delhisultanatet åren 1210–1211. Han efterträdde Qutb ad-Din Aybak, men besegrades och avsattes av Iltutmish redan efter ett år. Aram Shah kunde därefter fortsätta som feodalherre.